# Żelatynazy
Żelatynazy – enzymy proteolityczne umożliwiające organizmom żywym hydrolizę żelatyny. Żelatynazy nie należą do pepsyn.
Żelatynazy wykazują ekspresję w niektórych bakteriach, na przykład pałeczce ropy błękitnej i pałeczce krwawej.
U ludzi żelatynaza A (MMP-2) i żelatynaza B (MMP-9) należą do grupy metaloproteinaz macierzy pozakomórkowej, a ich aktywność w okolicach pierwotnych guzów nowotworowych prowadzi do powstawania przerzutów (w wyniku niszczenia kolagenu IV budującego błonę podstawną).